# 永和镇 (鸡东县)
永和镇，是中华人民共和国黑龙江省鸡西市鸡东县下辖的一个乡镇级行政单位。

## 行政区划
永和镇下辖以下地区：
永和社区、永和村、公平村、永胜村、东安村、新乐村、林安村、保安村、东进村、永庆村、新和村、新安村和长安村。